# Ilha de Barents
A ilha de Barents (em norueguês:  Barentsøya) é uma das menores ilhas no arquipélago de Svalbard, sendo localizada entre a Ilha Edge (Edgeøya) e Spitsbergen. A Ilha Barents não tem habitantes permanentes. Nomeada  em homenagem ao explorador neerlandês Willem Barents (que nunca foi à ilha), é uma parte da Noruega. Tem 1288 km2

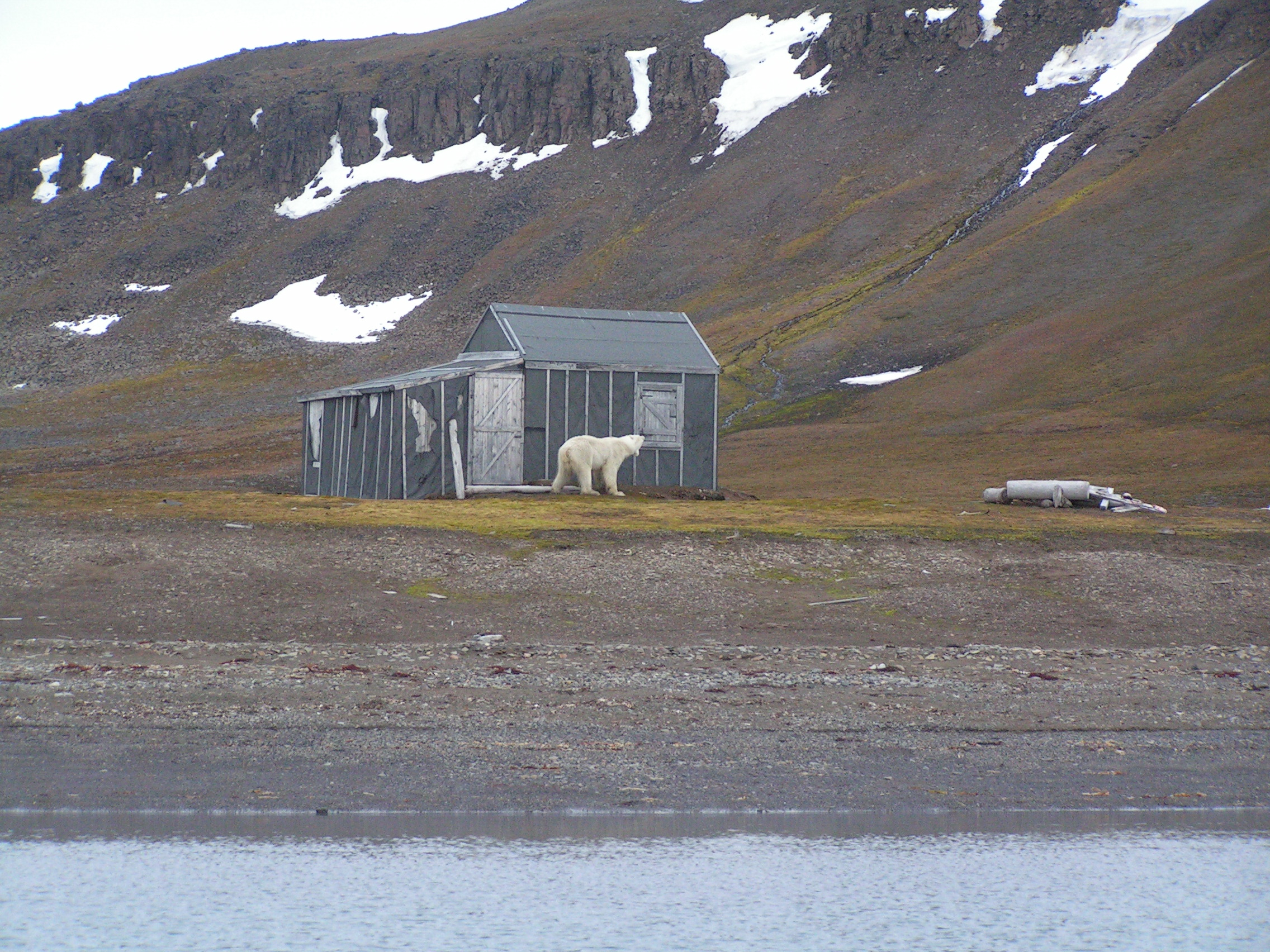
Casebre e urso polar na Ilha Barents